# Olof Faxander
Olof Bertil Faxander, född 19 maj 1970 i New Jersey, USA, är en svensk bergsingenjör och företagsledare.

## Biografi
Faxander är uppvuxen i USA, England och sedan i Stockholm. Han tog 1995 bergsingenjörsexamen vid Kungliga Tekniska Högskolan och 1996 ekonomexamen vid Stockholms universitet. Han har haft ledande positioner inom Outokumpu, AvestaPolarit och Avesta Sheffield. Åren 2006–2011 var han verkställande direktör för SSAB. Under Faxanders tid genomförde SSAB ett större förvärv av det Kanadensiska stålbolaget IPSCO som förändrade bolaget från en lokal svensk stålproducent till en global spelare inom specialstål.
År 2010 utsågs Faxander till Årets Ledare av tidningen Affärsvärlden för sina insatser som VD på SSAB. Faxander har även fått erkännande för sina ledaregenskaper i tidningen Chefs chefstest 2011´.
Den 1 februari 2011 tillträdde Faxander befattningen som VD för Sandvik AB. Faxanders år på Sandvik kännetecknades av ett förändrings- och moderniseringsarbete. En generationsväxling skedde i toppen av bolaget och koncernledningen internationaliserades och flyttades från Sandviken till Stockholm. 2015 efterträddes Faxander av Björn Rosengren från Wärtsilä.
I januari 2016 tillträdde Faxander rollen som Operating Partner hos Nordic Capital där han har ansvar för att utveckla innehavsbolagen under ägarperioden.